# Castro de Yecla la Vieja
Le castro de Yecla la Vieja est un castro d'origine vétone situé dans la commune espagnole de Yecla de Yeltes, dans la province de Salamanque en Castille-et-León.